# Leninske (Leninske), Krasnohvardiiske
Leninske (în ucraineană Ленінське) este localitatea de reședință a comunei Leninske din raionul Krasnohvardiiske, Republica Autonomă Crimeea, Ucraina.

## Demografie
Componența lingvistică a localității Leninske
     Rusă (67,31%)
     Ucraineană (15,68%)
     Tătară crimeeană (14,13%)
     Alte limbi (0,21%)
Conform recensământului din 2001, majoritatea populației localității Leninske era vorbitoare de rusă (67,31%), existând în minoritate și vorbitori de ucraineană (15,68%) și tătară crimeeană (14,13%).